# Ногино-Важов
Ногино-Важов — упразднённый посёлок в Асекеевском районе Оренбургской области. На момент упразднения входил в состав сельского поселения Юдинский сельсовет. Исключен из учётных данных в 1999 году.

## География
Располагался на левом берегу реки Малый Кинель выше впадения в неё ручья Осиновский, на расстоянии, примерно, 4 километра к северо-западу от деревни Козловка.

## История
По данным на 1931 год в составе Троицкого сельсовета Бугурусланского района Средневолжского края значатся хутора Важев и Ногин состоявшие соответственно из 8 и 19 хозяйств. Хутора объединились, по всей видимости, в 1940-е годы. Действовал колхоз имени Петровского. Затем отделение колхоза имени Димитрова.
Постановление Законодательного Собрания Оренбургской области от 19.02.1999 № 209/39-ПЗС посёлок исключен из учётных данных.

## Население
По данным на 1930 год ну хуторе Важев проживал 51 человек, на хуторе Ногин — 100 человек, основное население — русские.